# Nahuel Guzmán
Nahuel Ignacio „Patón” Guzmán Palomeque (ur. 10 lutego 1986 w Rosario) – argentyński piłkarz występujący na pozycji bramkarza, reprezentant Argentyny, od 2014 roku zawodnik meksykańskiego Tigres UANL.

## Kariera klubowa
Guzmán pochodzi z miasta Rosario i jest wychowankiem akademii juniorskiej tamtejszego klubu Newell’s Old Boys. Do pierwszej drużyny został włączony już jako osiemnastolatek, jednak w argentyńskiej Primera División zadebiutował dopiero za kadencji szkoleniowca Nery'ego Pumpido, 8 października 2006 w przegranym 0:1 spotkaniu z Belgrano. Nie potrafił wywalczyć sobie miejsca w wyjściowym składzie, pozostając wyłącznie rezerwowym golkiperem dla doświadczonego Justo Villara, zastępując go tylko w przypadku chwilowych niedyspozycji, wobec czego w lipcu 2007 udał się na wypożyczenie do drugoligowego Independiente Rivadavia. Tam spędził dwa lata, plasując się w środku ligowej tabeli; przez pierwszy rok również pełnił rolę rezerwowego bramkarza dla Jorge Vivaldo, lecz później wywalczył sobie pewną pozycję między słupkami. Po powrocie do Newell’s musiał czekać na szansę regularnych występów jeszcze przez trzy lata, będąc wyłącznie alternatywą dla Sebastiána Peratty. W tej roli zdobył ze swoją drużyną wicemistrzostwo Argentyny w jesiennym sezonie Apertura 2009.
Pierwszym bramkarzem Newell’s Guzmán został dopiero po przyjściu do zespołu trenera Gerardo Martino, wygrywając rywalizację o miejsce między słupkami z Perattą. Szybko został jednym z czołowych golkiperów ligi argentyńskiej i podczas jesiennych rozgrywek Inicial 2012 po raz drugi zanotował tytuł wicemistrza kraju. Pół roku później, podczas wiosennego sezonu Final 2013, wywalczył natomiast ze swoją ekipą pierwsze w karierze mistrzostwo Argentyny, będąc jednym z najważniejszych graczy zespołu. W przekroju całych rozgrywek 2012/2013 osiągnął zaś tytuł wicemistrzowski, już trzeci podczas swojej gry w piłkę. W tym samym roku dotarł także z Newell’s do półfinału najbardziej prestiżowych rozgrywek południowoamerykańskiego kontynentu – Copa Libertadores, a jego udane występy zaowocowały zainteresowaniem ze strony zespołu FC Barcelona, poszukującego ewentualnego następcy Víctora Valdésa.
Latem 2014 Guzmán za sumę trzech milionów dolarów przeszedł do meksykańskiego zespołu Tigres UANL z siedzibą w Monterrey. Tam od razu dołączył do grona najlepszych golkiperów ligi meksykańskiej i już w pierwszym, jesiennym sezonie Apertura 2014 wywalczył z drużyną prowadzona przez Ricardo Ferrettiego wicemistrzostwo kraju. Rok później – podczas rozgrywek Apertura 2015 – zdobył z Tigres tytuł mistrza Meksyku, zostając wówczas wybranym przez władze ligi najlepszym bramkarzem sezonu. W tym samym roku doszedł również do finału Copa Libertadores, zaś w 2016 roku dotarł do finału Ligi Mistrzów CONCACAF. Zdobył także superpuchar Meksyku – Campeón de Campeones. W sezonie Apertura 2016 powtórzył sukces sprzed roku; wywalczył z ekipą Ferrettiego kolejne mistrzostwo Meksyku (został bohaterem finałowego meczu z Américą – obronił wszystkie trzy rzuty karne w serii jedenastek) i w oficjalnym plebiscycie został wybrany najlepszym golkiperem ligi.

## Kariera reprezentacyjna
W sierpniu 2003 Guzmán został powołany przez Hugo Tocalliego do reprezentacji Argentyny U-17 na Mistrzostwa Świata U-17 w Finlandii. Tam pełnił jednak rolę trzeciego bramkarza – po Óscarze Ustarim i Mariano Arnulfo – nie rozgrywając żadnego spotkania, zaś jego kadra dotarła do półfinału, gdzie po dogrywce uległa Hiszpanii (2:3) i zajęła ostatecznie trzecie miejsce na juniorskim mundialu.
W seniorskiej reprezentacji Argentyny Guzmán zadebiutował za kadencji selekcjonera Gerardo Martino, 14 października 2014 w wygranym 7:0 meczu towarzyskim z Hongkongiem. Rok później został powołany na turniej Copa América, gdzie jednak pełnił wyłącznie rolę rezerwowego bramkarza dla Sergio Romero i nie rozegrał ani jednego spotkania, zaś Argentyńczycy dotarli wówczas do finału, przegrywając w nim po serii rzutów karnych z gospodarzami – drużyną Chile (0:0, 1:4 k). Rok później znalazł się w składzie na jubileuszową, rozgrywaną na amerykańskich boiskach edycję Copa América. Ponownie był jednak wyłącznie alternatywą dla Romero i ani razu nie pojawił się na placu gry, a podopieczni Martino powtórzyli rezultat z poprzedniego turnieju – przegrali w finale po karnych z Chile (0:0, 2:4 k).

## Statystyki kariery

### Klubowe
| Newell’s Old Boys | 2004–2005 | Argentyna | Primera División   | 0   | 0 | – | –        | –        | –  | –   | 0   | 0 |
| Newell’s Old Boys | 2005–2006 | Argentyna | Primera División   | 0   | 0 | – | –        | –        | –  | –   | 0   | 0 |
| Newell’s Old Boys | 2006–2007 | Argentyna | Primera División   | 4   | 0 | – | –        | –        | –  | –   | 4   | 0 |
| Ind. Rivadavia    | 2007–2008 | Argentyna | Primera B Nacional | 6   | 0 | – | –        | –        | –  | –   | 6   | 0 |
| Ind. Rivadavia    | 2008–2009 | Argentyna | Primera B Nacional | 31  | 0 | – | –        | –        | –  | –   | 31  | 0 |
| Newell’s Old Boys | 2009–2010 | Argentyna | Primera División   | 1   | 0 | – | –        | –        | –  | –   | 1   | 0 |
| Newell’s Old Boys | 2010–2011 | Argentyna | Primera División   | 1   | 0 | – | –        | –        | –  | –   | 1   | 0 |
| Newell’s Old Boys | 2011–2012 | Argentyna | Primera División   | 0   | 0 | 1 | 0        | –        | –  | –   | 1   | 0 |
| Newell’s Old Boys | 2012–2013 | Argentyna | Primera División   | 34  | 0 | – | –        | CL       | 11 | 0   | 45  | 0 |
| Newell’s Old Boys | 2013–2014 | Argentyna | Primera División   | 38  | 0 | – | –        | CL       | 6  | 0   | 44  | 0 |
| UANL              | 2014–2015 | Meksyk    | Liga MX            | 40  | 0 | 3 | 0        | CL       | 13 | 0   | 56  | 0 |
| UANL              | 2015–2016 | Meksyk    | Liga MX            | 39  | 0 | – | –        | LMC      | 8  | 0   | 47  | 0 |
| UANL              | 2016–2017 | Meksyk    | Liga MX            | 0   | 0 | – | –        | –        | –  | –   | 0   | 0 |
| Ogółem            |           |           |                    |     |   |   |          |          |    |     |     |   |
| Argentyna         | Argentyna | Argentyna | 115                | 0   | 1 | 0 | CL       | 17       | 0  | 133 | 0   |   |
| Meksyk            | Meksyk    | Meksyk    | 79                 | 0   | 3 | 0 | CL + LMC | 21       | 0  | 103 | 0   |   |
| Ogółem            | Ogółem    | Ogółem    | Ogółem             | 194 | 0 | 4 | 0        | CL + LMC | 38 | 0   | 236 | 0 |

Legenda:
- CL – Copa Libertadores
- LMC – Liga Mistrzów CONCACAF

### Reprezentacyjne
| Argentyna | Argentyna | 2014   | 2 | 0 | – | – | – | – | – | 2 | 0 |
| Argentyna | Argentyna | 2015   | 3 | 0 | – | – | – | – | – | 3 | 0 |
| Argentyna | Argentyna | 2016   | – | – | – | – | – | – | – | 0 | 0 |
| Argentyna | Argentyna | 2017   | – | – | – | – | – | – | – | 0 | 0 |
| Ogółem    | Ogółem    | Ogółem | 5 | 0 | – | – | – | – | – | 5 | 0 |

Stan na 1 stycznia 2017.

## Działalność społeczna
W 2020 jako bramkarz meksykańskiego klubu Tigres UANL Guzmán przefarbował włosy na tęczowo by zaprotestować przeciw homofobii w sporcie.